# Imogen Clark
Pour les articles homonymes, voir Clark.
Imogen Clark (née le 1er juin 1999) est une nageuse britannique spécialiste de la brasse.

## Biographie
En 2018, elle remporte la médaille d’argent du 50 m brasse lors des championnats d’Europe derrière la Russe Yuliya Efimova,. Elle bat alors le record de Grande-Bretagne de la distance en 30 s 04, la 4e meilleure performance mondiale de l'année. 

## Palmarès

### Championnats d'Europe
- Championnats d'Europe 2018 à Glasgow ( Royaume-Uni) :
  -  médaille d'argent du 50 m brasse